# Relaciones España-Tuvalu
Las Relaciones España-Tuvalu son las relaciones internacionales entre estos dos países. Tuvalu no tiene embajada en España, pero su embajada en Bruselas está acreditada para España. La Embajada de España en Canberra, Australia, está acreditada en Tuvalu.

## Relaciones históricas
Las islas de Tuvalu fueron descubiertas por los españoles en 1568, con la llegada de Álvaro de Mendaña y Neyra. Fue en el siglo XVI cuando buques de nacionalidad española pasaron por las islas, el explorador y navegante Álvaro de Mendaña y Neyra arribó a ellas en 1568 en su buque llamado La capitana, llegó a la que actualmente es la isla de Nui y la llamó “Isla de Jesús” y en 1595 nombró otra isla vecina, la cual hoy día es Niulakita como “La Solitaria”. Después pasó por las islas otro explorador en el año de 1781 llamado Don Francisco Mourelle, que en un principio se dirigía de Manila a la Nueva España, sin embargo los vientos no le favorecieron y terminó allí en las islas y llegó a la que es la actual isla de Nanumanga, a la cual entonces llamó “Isla del Cocal”. Ninguno de estos exploradores le tomó gran importancia a estos territorios y se devolvieron a sus destinos. Cabe destacar que en los siguientes siglos sólo serían visitadas las islas por algunos balleneros y comerciantes y se dedicarían casi exclusivamente a eso.

## Relaciones diplomáticas
España mantiene relaciones diplomáticas con Tuvalu desde el 4 de mayo de 1995. Aparte del hecho histórico de que las islas fueran descubiertas en 1567 por el explorador español Álvaro de Mendaña de Neira, las relaciones bilaterales tanto a nivel político como comercial entre los dos países son escasas, encuadrándose principalmente en el marco de la cooperación de la UE con Tuvalu a través de los programas de los Fondos de Desarrollo y del Acuerdo de Partenariado Económico. El país se halla bajo la jurisdicción de la Embajada de España en Canberra, y los asuntos consulares se atienden desde el Consulado General de España en Sídney.